# ألكسندرا كروسني
ألكسندرا بنجامين كروسني (بالإنجليزية: Alexandra Krosney)‏ (ولد في 28 يناير 1988) ممثلة أمريكية، ظهرت في العديد من المسلسلات التلفزيونية منها آخر الرجال (2011) في دور «كريستين باكستر».

## روابط خارجية
- ألكسندرا كروسني على موقع IMDb (الإنجليزية)
- ألكسندرا كروسني على موقع ألو سيني (الفرنسية)
- ألكسندرا كروسني على موقع أول موفي (الإنجليزية)
- ألكسندرا كروسني على موقع قاعدة بيانات الفيلم (الإنجليزية)
- ألكسندرا كروسني على موقع كينوبويسك (الروسية)